# Parafia św. Katarzyny Aleksandryjskiej w Rynarzewie
Parafia św. Katarzyny w Rynarzewie – rzymskokatolicka parafia w dekanacie Łabiszyn diecezji bydgoskiej.
Erygowana w 1299.
Obecny kościół parafialny wybudowany został 1913. Konsekracji dokonał biskup gnieźnieński Lucjan Bernacki w 1963. 
Do parafii należą: Kornelin (część), Małe Rudy, Rynarzewo, Szkocja, Wojsławiec.